# Parafia św. Bonifacego w Barlinku
Parafia pod wezwaniem św. Bonifacego w Barlinku – rzymskokatolicka parafia należąca do dekanatu Barlinek, archidiecezji szczecińsko-kamieńskiej, metropolii szczecińsko-kamieńskiej. Siedziba parafii znajduje się w Barlinku.
Parafia została erygowana 19 grudnia 1923 r. Kościół parafialny św. Bonifacego został wybudowany w 1923 r.; rozbudowany w 1993 r. Mieści się przy ulicy św. Bonifacego.